# Jenkal-betta
Jenkal-betta (muntanya de la roca de mel) és una muntanya dels Ghats Occidentals, a Karnataka, districte de Hassan. La roca està coberta per ruscos de mel. Al cim hi ha una estació del Great Trigonometrical Survey.